# Буенавентура
Буенавенту̀ра (на испански: Buenaventura) е град в Колумбия. Разположен е в западната част на страната в залива Чоко на Тихи океан. Главен административен център на департамент Вале дел Каука. Основан е на 14 юли 1540 г. Има жп гара и пристанище. Производство на мангров екстракт. Износ на кафе, кожи, злато, платина, захар и дървен материал. Население 381 900 жители, по оценка за 2017 г.